# Округ Кајахога (Охајо)
Кајахога (енгл. Cuyahoga County) је округ у америчкој савезној држави Охајо.

## Демографија
По попису из 2010. године број становника је 1.280.122, што је 113.856 (-8,2%) становника мање него 2000. године.
| Група             | 2000.           | 2010.           |
| Белци             | 918.577 (65,9%) | 785.977 (61,4%) |
| Афроамериканци    | 382.634 (27,4%) | 380.198 (29,7%) |
| Азијати           | 25.245 (1,8%)   | 32.883 (2,6%)   |
| Хиспаноамериканци | 47.078 (3,4%)   | 61.270 (4,8%)   |
| Укупно            | 1.393.978       | 1.280.122       |